# Orquesta del siglo XVIII
La Orquesta del Siglo XVIII (en inglés Orchestra of the Eighteenth Century; en neerlandés Orkest van de Achttiende Eeuw) es una orquesta neerlandesa especializada en la interpretación de música barroca, principalmente del barroco tardío, clasicismo y primer romanticismo. Fue fundada conjuntamente por el virtuoso de la flauta de pico Frans Brüggen y Lucy van Dael en 1981.  

## Historia
Desde su comienzo y hasta su muerte, el mismo Frans Brüggen asumió las funciones como director principal de facto. Es una de las agrupaciones de música antigua más reputadas del mundo. 
La integran cincuenta miembros de 23 países que interpretan instrumentos auténticos, es decir, originales del periodo o réplicas fieles de instrumentos de época. Su repertorio abarca compositores que van desde Purcell, Bach, Rameau, Händel, Gluck, Haydn, Mozart, Beethoven, Rossini, Schubert, Schumann y Mendelssohn, entre otros. 
A partir de su fundación, la agrupación fue apoyada por aportes y donaciones de todo el mundo, principalmente por la Fundación Prince Bernhard. IBM Europa, patrocinó a la orquesta de 1983 a 1988; posteriormente, Deloitte y VSB Fonds, en 1989, que ayudaron a financiar la orquesta hasta 1997. Gracias al gobierno holandés los aficionados a la música antigua, han podido escuchar la orquesta desde 1985 hasta la actualidad. Entre los sellos para los que ha grabado esta orquesta está Philips y Glossa, desde el año 1997. 
- Datos: Q1546339